# Сподвижники Александра Македонского

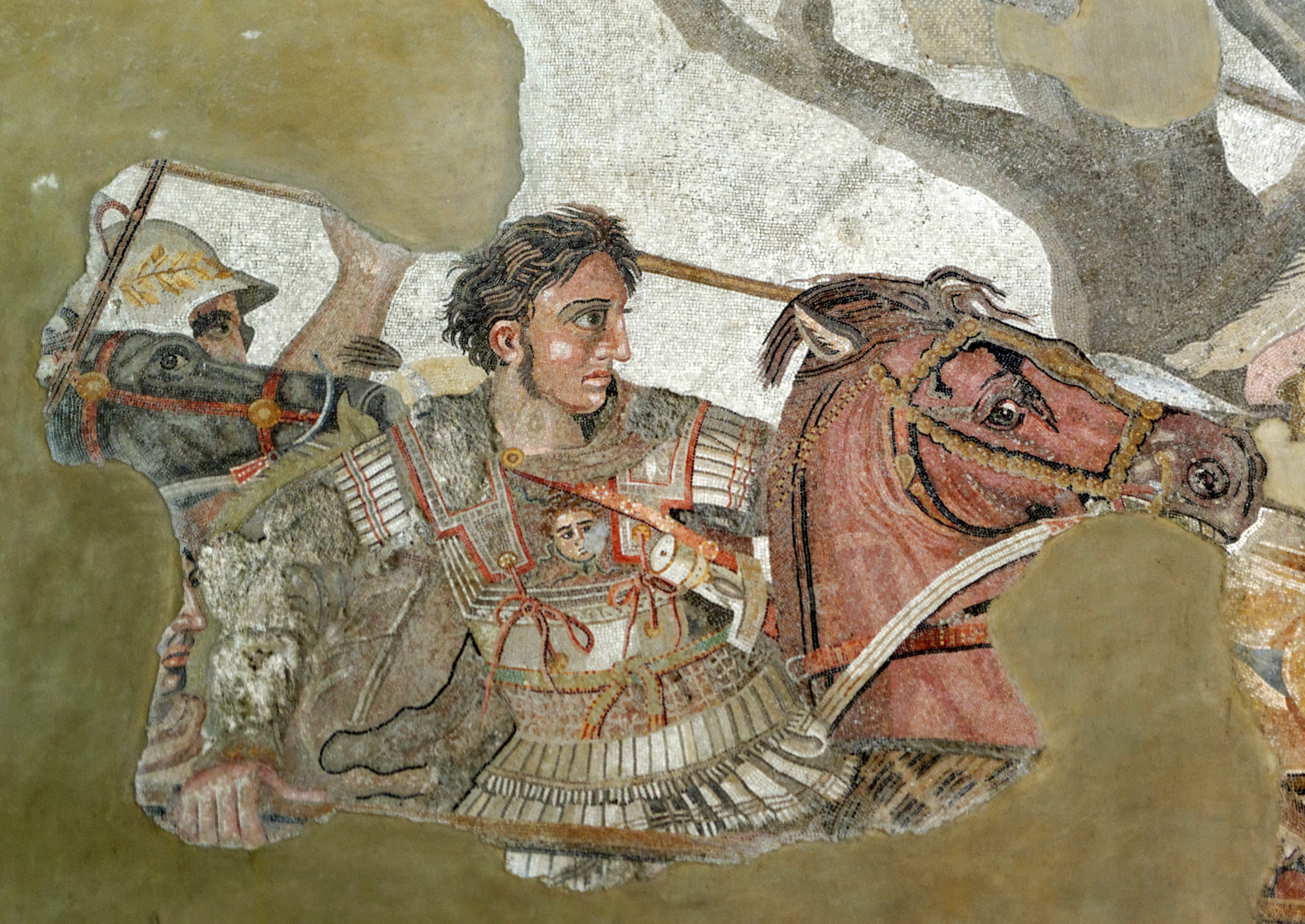
Александр на мозаике из Помпей

На этой странице описаны военачальники, друзья и сподвижники Александра Македонского.

## Диадохи
- Антигон, сын Филиппа — Командир греческих гоплитов Александра. После его смерти получил Памфилию и Фригию. Погиб в сражении с Селевком и Лисимахом (301 год до н. э.)
- Антипатр, сын Иолая — Наместник Александра в Македонии. После его смерти разделил с Кратером правление Македонией, Грецией, Эпиром, Пеонией. Скончался от старости (319 год до н. э.)
- Асандр, сын Филоты — командир, сатрап Лидии при Александре. После его смерти получил в управление Карию. Принимал участие в войне сначала против Пердикки, потом — против Антигона. Видимо, казнён последним, так как после 313 года до н. э. имя Асандра больше в источниках не упоминается.
- Сибиртий — командир при Александре. После его смерти получил в управление Арахосию и Гедросию.
- Кассандр, сын Антипатра — Офицер Александра. Стал царём Македонии и умер от болезни (297 год до н. э.)
- Кратер, сын Александра — Командир фаланги и полководец Александра. После его смерти получил в совместное правление с Антипатром Македонию, Грецию, Эпир, Пеонию. Погиб в битве против Эвмена (321 год до н. э.)
- Лаомедон, сын Лариха из Амфиполя — ведал пленными персами. После смерти Александра получил часть Сирии.
- Лисимах, сын Агафокла —  Телохранитель Александра. После его смерти получил полуостров Херсонес и Фракию. Погиб в сражении с Селевком (281 год до н. э.)
- Певкест, сын Александра из Миезы — Телохранитель Александра. Сатрап Персии.
- Пердикка, сын Оронта — Телохранитель и командир полка в фаланге Александра. После его смерти правил от имени Филиппа Арридея. Убит Селевком в результате заговора (320 год до н. э.)
- Пифон, сын Кратея — Телохранитель Александра. После его смерти получил Мидию (западный Иран). Казнён Антигоном (315 год до н. э.)
- Полиперхон, сын Симмия — Командир полка фаланги, потом правитель на Пелопоннесе. Скончался видимо от старости (303 год до н. э.)
- Птолемей, сын Лага — Телохранитель и полководец Александра. После его смерти получил Египет и Ливию. Скончался от старости (283 год до н. э.)
- Селевк, сын Антиоха — Командир Александра. После его смерти был начальником щитоносцев, гвардии Пердикки, потом царём Азии. Убит Птолемеем Керавном (281 год до н. э.)
- Филипп — назначен Александром сатрапом Согдианы, потом стал сатрапом Парфии, убит диадохом Пифоном (318 год до н. э.)
- Эвмен, сын Гиеронима — Командир и секретарь Александра. После его смерти получил часть Малой Азии, прилегающей к Чёрному морю. Казнён Антигоном (316 год до н. э.)

## Полководцы Александра Македонского
- Агафон, сын Тирима — командир одрисской конницы из Фракии.
- Алкета, сын Оронта — командир полка фаланги, брат Пердикки. Убил себя, чтобы не даться живым Антигону (320 год до н. э.)
- Алкимах, сын Агафокла — командир.
- Александр, сын Аеропа — командир фессалийской конницы после Калласа. Казнён Александром по подозрению в заговоре.
- Аминта, сын Андромена из Тимфеи — командир полка фаланги, умер около 330 года до н. э.
- Аминта, сын Аррабея — командир лёгкой конницы Александра.
- Антиген — пехотный командир, сатрап Сузианы. Сожжён живым по приказу Антигона (316 год до н. э.)
- Архон — после смерти Александра сатрап Вавилонии.
- Аттал, сын Андромена из Тимфеи — командир агриан (пеонийское племя), потом командир полка фаланги. Попал в плен к Антигону и вероятно погиб в 316 году до н. э.
- Балакр, сын Аминты — командир греческих союзников после Антигона. Потом остался в Египте.
- Гефестион, сын Аминтора — Ближайший друг и телохранитель, возглавлял личную гвардию Александра. Умер от болезни (324 год до н. э.)
- Калан — командир греческих союзников после Балакра
- Калас (сын Гарпала) — командир фессалийской конницы, потом сатрап Фригии у Геллеспонта.
- Кен, сын Полемократа — командир полка фаланги. Умер от болезни в Индии(326 год до н. э.)
- Мелеагр, сын Неоптолема — командир всей фаланги к моменту смерти Александра. Убит по приказу Пердикки в ходе борьбы за власть(323 год до н. э.)
- Неарх, сын Андротима — друг и адмирал Александра, сатрап Ликии.
- Никанор, сын Пармениона — командир щитоносцев (гвардейская пехота). Умер от болезни в Арии (330 год до н. э.)
- Парменион, сын Филоты — полководец, отец военачальников Филоты и Никанора. Казнён по приказу Александра в 330 году до н. э.
- Пифон, сын Агенора — командовал полком фаланги. Потом сатрап Вавилона под Антигоном. Погиб в сражении с Птолемеем (312 год до н. э.)
- Птолемей, сын Селевка — командир полка фаланги. Погиб в битве при Иссе (333 год до н. э.)
- Симмий (сын Андромена) из Тимфейи — Командир полка фаланги.
- Филота, сын Пармениона — командир конницы гетайров. Подозревался в заговоре и казнён Александром (330 год до н. э.)
- Филота — командир полка фаланги, после смерти Александра сатрап Киликии. Видимо погиб в 316 году до н. э.
- Филипп, сын Аминты или Балакра — командир полка фаланги.
- Филипп, сын Менелая — командир фессалийской конницы в битве при Гавгамелах.
- Эригий, сын Лариха из Амфиполя — друг Александра и гиппарх союзной конницы. Погиб в Бактрии (328 год до н. э.)

## Офицеры, телохранители и солдаты
- Абрей — солдат, был убит возле Александра при штурме города маллов в Индии.
- Адей — командир хилиархии. Погиб при штурме Галикарнасса.
- Адмет — командир у щитоносцев. Первым ворвался на стену Тира и погиб (332 год до н. э.)
- Амфотер, сын Александра — офицер Александра и брат диадоха Кратера.
- Аминта, сын Антиоха — перебежал от Александра к персам. Бежал потом на Кипр, где был убит.
- Аминта, сын Николая — сатрап Бактрии.
- Андромах, сын Гиерона — гетайр, командовал наёмной конницей, погиб в бою со скифами (329 год до н. э.)
- Антиох — Командир лучников. Умер в Египте.
- Апполодор из Амфиполя — начальник гарнизона в Вавилоне.
- Арет — стремянной Александра, потом командир в лёгкой коннице.
- Аристон, сын Писея из Эордеи — телохранитель Александра, командир илы (эскадрона) гетайров.
- Аримма — сатрап Сирии, потом смещён Александром за вялость.
- Арриб — телохранитель Александра. Умер от болезни в Египте.
- Архелай, сын Феодора — начальник гарнизона в Сузах.
- Архелай — гетайр, начальник гарнизона в Аорне (Бактрия).
- Асклепиодор, сын Эвника — командир фракийских всадников, потом сатрап Сирии. Его сын Антипатр участвовал в заговоре пажей.
- Балакр, сын Никанора — телохранитель Александра, потом сатрап Киликии. Погиб в бою при жизни Александра
- Балакр — командир лёгкой пехоты.
- Болон — военачальник, выступивший против Филоты, сына Пармениона
- Брисон — командир македонских лучников.
- Гегелох, сын Гиппострата — адмирал Александра и командир илы (эскадрона) гетайров. Погиб до 330 года до н. э.
- Гераклид, сын Антиоха — командир илы (эскадрона) гетайров.
- Геракон — стратег в Мидии, казнён Александром за ограбление храма в Сузах.
- Гермолай, сын Сополида — участник заговора пажей, казнён.
- Главкий — командир илы (эскадрона) гетайров.
- Горгий — командир отряда.
- Деметрий, сын Алфемена — Телохранитель, командир гиппархии гетайров. Казнён Александром в 330 году до н. э.
- Офелл, сын Силена из Пеллы — офицер при Александре, после его смерти стал правителем Киренаики. При диадохах убит своим союзником, сицилийским царём Агафоклом (около 309 года до н. э.)
- Омбрион с Крита — начальник лучников после Антиоха.
- Леоннат, сын Антея из Пеллы — телохранитель Александра вместо Арриба. Погиб в сражении против афинян, командуя конницей (322 год до н. э.)
- Леоннат, сын Антипатра из Эг — офицер при Александре, судьба неизвестна.
- Каран из Беройи — командир из гетайров, погиб в бою со скифами (329 год до н. э.)
- Клеандр — командир лучников. Убит при штурме Сагаласа.
- Клеандр, сын Полемократа — командир греческих наёмников-ветеранов. Стратег в Мидии, по приказу Александра убил Пармениона. Казнён Александром за бесчинства в Мидии.
- Клеарх — командир наёмников.
- Клит Чёрный, сын Дропида — командир царской агемы (эскадрона). Убит Александром в ссоре (328 год до н. э.)
- Клит (Белый) — командир гиппархии, при диадохах убит солдатами Лисимаха (318 год до н. э.)
- Менандр — гетайр, командовал наёмниками. Потом сатрап Лидии
- Менедем — гетайр, погиб в бою со скифами (329 год до н. э.)
- Менет, сын Дионисия — телохранитель Александра с 333 года до н. э., потом гиппарх Сирии, Финикии и Киликии[1].
- Менид — командир наёмной конницы
- Неоптолем — командир щитоносцев после Никанора, сатрап Армении, убит в битве диадохом Эвменом (316 год до н. э.)
- Никанор — гетайр, сатрап в Индии.
- Никанор — сатрап Каппадокии, потом Мидии.
- Нилоксен, сын Сатира — гетайр, начальник отряда на Кавказе.
- Павсаний — гетайр, начальник гарнизона в Сардах.
- Пантордан, сын Клеандра — командир белоземельной илы (эскадрона) гетайров.
- Панегор, сын Ликагора — гетайр, начальник гарнизона в городе Приап.
- Панталеонт из Пидны — гетайр, наместник в Мемфисе (Египет).
- Певкест, сын Макарата — начальник македонского войска в Египте.
- Перид, сын Менесфея — командир анфемусийской илы (эскадрона) гетайров.
- Пифон, сын Сосикла — управляющий царским дворцом.
- Полемон, сын Мегакла — гетайр, наместник в Пелусии (Египет).
- Полемон, сын Ферамена — македонский наварх(адмирал) в Египте.
- Полемон (сын Андромена) — обвинялся в заговоре Филоты, был оправдан.
- Полидамант — гетайр, участник убийства Пармениона.
- Протей, сын Андроника —  офицер.
- Протомах — Командир лёгкой конницы-продромы
- Птолемей, сын Филиппа — офицер в коннице. Управлял Карией.
- Птолемей — телохранитель Александра. Погиб при штурме Галикарнасса.
- Ситалк — командир фракийцев, потом стратег в Мидии. Казнён Александром за бесчинства в Мидии.
- Сократ, сын Сафона — командир эскадрона конницы.
- Сополид, сын Гермодора — командир илы (эскадрона) гетайров. Его сын участвовал в заговоре пажей.
- Сострат, сын Аминты — участник заговора пажей, казнён.
- Стасанор — Выходец с Кипра, был гетайром. При диадохах стал сатрапом Бактрии и Согдианы.
- Таврон —  начальник лучников в индийском походе.
- Тимандр — командир полка.
- Тлеполем, сын Пифофана — гетайр. Назначен Александром сатрапом Кармании.
- Филипп (сын Махата) — Назначен сатрапом Индии, был убит в результате заговора своих наёмников (326 год до н. э.)
- Филипп, сын Агафокла из Пеллы — паж при Александре и брат диадоха Лисимаха. Умер от изнеможения после долгого бега за конём Александра.
- Филоксен — сатрап Киликии.
- Эврибот — командир критских лучников. Убит при штурме Фив.
- Эпокил, сын Полиида — офицер Александра.

## Семья
- Филипп II — Отец Александра, погиб от рук убийцы (336 год до н. э.)
- Олимпиада — Мать Александра, казнена по приказу диадоха Кассандра (316 год до н. э.)
- Александр — сын Александра от бактрийской княжны Роксаны, убит по приказу диадоха Кассандра (309 год до н. э.)
- Геракл — Незаконный сын Александра от любовницы Барсины, убит по приказу диадоха Полисперхона (309 год до н. э.)
- Роксана — 1-я жена Александра бактрийского происхождения, убита из-за сына по приказу диадоха Кассандра (309 год до н. э.)
- Статира (именуется также Барсина) — 2-я жена Александра и дочь персидского царя Дария, убита из ревности Роксаной (323 год до н. э.)
- Парисатида — 3-я жена Александра и дочь персидского царя Артаксеркса III. Судьба неизвестна.
- Клеопатра — родная полнородная сестра Александра, убита по приказу диадоха Антигона (308 год до н. э.)
- Фессалоника — Единокровная сестра Александра (дочь Филиппа II от Никесиполиды), убита собственным сыном (295 год до н. э.)
- Кинана — Единокровная сестра Александра (дочь Филиппа II от Аудаты), погибла в бою с Алкетом, братом диадоха Пердикки (323 год до н. э.)
- Арридей — Единокровный брат Александра (сын Филиппа II и танцовщицы Филинны), убит как соперник за трон Олимпиадой (317 год до н. э.)
- Европа — Единокровная сестра Александра (дочь Филиппа II от знатной македонки Клеопатры), убита вскоре после рождения из мести Олимпиадой (336 год до н. э.)

## Другие
- Аристотель из Стагир — учитель Александра в юности, до 17-летнего возраста Александра.
- Аристандр Телмесский — придворный прорицатель Александра.
- Леонид — наставник и воспитатель Александра в детстве.
- Гарпал, сын Махата — друг Александра, потом его казначей и сатрап Вавилона. Бежал на Крит с частью казны, где был убит (323 год до н. э.)
- Барсина — любовница Александра, персиянка, родила Александру сына Геракла. Убита Полиперхоном (309 год до н. э.)
- Багой, сын Фарнука — любимец Александра, танцор-евнух из гарема Дария.
- Кампаспа — любовница Александра из Ларисс (Фессалия), ставшая символом любви художника
- Калликсена — любовница Александра, куртизанка из Фессалии
- Калан — индийский маг, сопровождал Александра по Индии. Сжёг себя по ритуалу брахманизма (325 год до н. э.)
- Каллисфен из Олинфа — летописец похода Александра. Казнён Александром по подозрению в заговоре
- Филипп Акарнанский — грек, личный врач Александра до похода в Индию.
- Апеллес — живописец, только ему было оказано доверие рисовать Александра.
- Лисипп — скульптор, который считался достойным делать статуи Александра.
- Иоллай, сын Антипатра из Эг — виночерпий Александра и сын диадоха Антипатра, его подозревали в отравлении Александра.
- Медий, сын Оксинфемия из Ларисс — грек, виночерпий Александра в индийском походе.
- Буцефал — Любимый конь Александра.